# Metapogon
Metapogon is een vliegengeslacht uit de familie van de roofvliegen (Asilidae).

## Soorten
- M. albulus Melander, 1924
- M. amargosae Wilcox, 1972
- M. carinatus Wilcox, 1964
- M. gibber (Williston, 1883)
- M. gilvipes Coquillett, 1904
- M. holbrooki Wilcox, 1964
- M. hurdi Wilcox, 1964
- M. leechi Wilcox, 1964
- M. obispae Wilcox, 1972
- M. pictus Cole, 1916
- M. punctipennis Coquillett, 1904
- M. tarsalus Wilcox, 1964
- M. tricellus Wilcox, 1964